# オールバニ・ヘラルド
The Albany Herald（オールバニ・ヘラルド）は、アメリカ・ジョージア州オールバニ都市圏向けの日刊新聞である。オールバニ都市圏およびジョージア州南西部で発行されている。新聞は1891年に創刊された。かつてはオールバニ中心部にある歴史的なローゼンバーグ・ブラザーズ百貨店の建物にオフィスを構えていた。  

## 歴史
ヘラルド出版会社は1897年に設立された企業であり、第二次世界大戦から復員したジェームズ・H・グレイが1946年に買収した。その後、オールバニ・ヘラルドは Gray Communications Systems（現在のGray Media） の主要新聞となった。1993年、ヘラルドは朝刊に移行した。
2005年、グレイの新聞事業は分社化され、新たにトリプル・クラウン・メディアという会社が設立された。 その後、2010年にトリプル・クラウン・メディアはサザン・コミュニティ・ニュースペーパーズ社に社名を変更した。
2012年10月、ヘラルドはオールバニでの印刷業務を廃止し、26人の従業員を解雇すると発表した。新聞の印刷はガネット・カンパニーによってタラハシー・デモクラットタラハシー・デモクラットで行われることになった。
2017年5月、ヘラルドは有料購読ウェブサイトへ移行した。紙媒体の新聞購読者は無料でウェブ版にてアクセス可能となった。
2017年10月には、週末版を新たに導入した。土曜日版と日曜日版の新聞を統合し、日曜朝に配達される形式となった。新たな週末版には、ページ数の増加、新機能、追加カラーコミックなどが含まれていた。
2018年3月、スコット・モリッシーがヘラルドの新たな発行人に就任。モリッシーはそれ以前にアテネ・バナー・ヘラルドアテネ・バナー・ヘラルドの発行人を約10年間務めていた。
2019年12月、ヘラルドは歴史的なローゼンバーグ・ブラザーズ百貨店の建物から、西ブロード・アベニューの小規模オフィスへ移転した。この建物と隣接する建物は、2019年4月にオールバニ市によって85万ドルで買収された。
2023年、オールバニ・ヘラルドはジョージア州の独立系非営利新聞会社であるジョージア地方ニュース信託基金によって買収された。